# الكسندرا دافيدوفيتش
الكسندرا دافيدوفيتش (بالبولندية: Aleksandra Dawidowicz)‏ مواليد 4 فبراير 1987 في كاليش، هو دراج بولندي. شارك في دورة الألعاب الأولمبية الصيفية.

## روابط خارجية
- الكسندرا دافيدوفيتش على موقع أرشيف الدراجات (الإنجليزية)
- الكسندرا دافيدوفيتش على موقع إحصائيات الدراجات الإحترافية (الإنجليزية)
- الكسندرا دافيدوفيتش على موقع نسبة الدراجات (الإنجليزية)
- الكسندرا دافيدوفيتش على موقع أوليمبيديا (الإنجليزية)